# Olivier Guéret
Pour les articles homonymes, voir Guéret.
Olivier Guéret, né le 12 octobre 1970 à Louvain (province de Brabant, actuellement province du Brabant flamand), est un journaliste et scénariste de bande dessinée belge.

## Biographie
Olivier Guéret naît le 12 octobre 1970 à Louvain. Il nourrit depuis toujours deux passions : le cinéma et la bande dessinée. Cependant, il étudie pendant quatre ans l'hôtellerie. Il commence sa carrière dans ce domaine d'activité et il lui consacre ses premières années de vie active. Puis, ses passions reprennent le dessus rapidement. En 1996, il entame une collaboration avec divers magazines pour lesquels, il écrit des articles sur les 7e et le 9e arts. En 1998, il exerce le métier de journaliste à temps plein. Il est critique de cinéma,,,, il écrit également des critiques d'albums de bande dessinée pour notamment Le Soir Magazine et Télémoustique. En 1999, il se dirige vers les médias audiovisuels où il couvre l'actualité cinématographique et bédéphilique pour plusieurs émissions de télévision, dont Agenda pour RTL-TVI et Télécinéma pour la RTBF et TV 5. En 2000, il est l'envoyé spécial de la La DH Les Sports+ aux États-Unis. Il couvre également le Festival du Film de Bruxelles pour la chaîne câblée Event TV. Il participe en outre à plusieurs campagnes de promotion de films, dont celle du dessin animé Excalibur produit par Warner Bros. et celle de Taxi de Gérard Pirès. Il traduit en collaboration un ouvrage 2001, le futur selon Kubrick sur 2001, l'Odyssée de l'espace de Stanley Kubrick édité par Les Cahiers du cinéma en 2000. L'année suivante, est membre du jury du Grand prix de l'Union de la critique de cinéma. Il fonde sa propre société de production (Zoom Prod). Il met aussi en chantier plusieurs scénarios de téléfilms d'animation.

### Avec Nicolas Vadot
Il fait une rencontre marquante en la personne de Nicolas Vadot en 1998, lors d'une exposition des dessins de presse de celui-ci. Leurs intérêts communs les rapprochent, et rapidement une fructueuse collaboration va naître. Il entreprend dès lors de retravailler le scénario d'un album de Nicolas Vadot resté inédit.
Il sort le premier opus de la série de bande dessinée fantastique Norbert l'Imaginaire intitulé : Imaginaire: 1/Raison: 0 dans la collection « Troisième Degré » aux éditions Le Lombard en 2001. Ce récit raconte l'histoire de Simon Glonek tyrannisé par le Capitaine qui commande l’hémisphère gauche de son cerveau, le Temple de la Raison, et séquestre le responsable de l’hémisphère droit, Norbert l’imaginaire, interdisant ainsi à toute émotion et toute fantaisie de se manifester. Mais un coup de foudre entre Simon et la timide Elodie confronte cette dictature à un coup d’État cérébral. En délivrant Norbert, l’imaginaire de Simon, et Nora, la jolie femme-fleur qu’une rigide Mère supérieure empêchait de s’épanouir dans le cœur d’Élodie, ce choc amoureux ouvre la porte aux pires ennemis de la Raison : l’humour et les sentiments.
Ce premier opus vaut à leur auteurs de recevoir le prix Coup de Soleil décerné par la presse décerné au cours du Festival de la bande dessinée d'Antibes Juan-les-Pins en 2001. Cet ouvrage fait partie de la sélection Alph-Art du meilleur premier album, au Festival d'Angoulême 2002. Les auteurs se partagent le prix découverte du Festival international de la bande dessinée de Sierre, en mai 2002.
L'année suivante, le deuxième volume intitulé Monsieur "I" arrive en librairie. Patrick Pinchart ex-rédacteur en chef de Spirou et fondateur du site ActuaBD constate : « Le coup de foudre qui a déjà enfiévré au « Troisième Degré » des milliers de bédéphiles ! Un début de série déjà primé plusieurs fois ! » et il relève un tic du scénariste un peu agaçant, le recours régulier à des textes de chansons françaises connues.
En 2004, il livre La Dame de trèfle, la conclusion de ce qui est selon Gilles Ratier, le rédacteur en chef du site BDzoom de « comédie sentimentale follement déjantée baignant continuellement dans un onirisme de bon aloi. Entre inconscient et raison, nous assistons, médusés, de l’extérieur, aux combats intérieurs des héros qui tentent d’analyser leurs véritables désirs, tout en étant toujours en quête du véritable amour. Les auteurs prennent un malin plaisir à jouer avec les codes classiques de la BD tout en inventant leurs propres références graphiques et narratives. Relisez cette trilogie, à notre avis, elle n’a pas encore livré tous ses secrets ! » Le même Gilles Ratier qualifie par ailleurs leur trilogie d'« excellente ». Elle sera réunie sous forme d'intégrale en 2012 chez le même éditeur.
Il écrit encore le one shot 80 Jours pour le même dessinateur, publié dans la collection « Un monde » aux éditions Casterman en 2006. C'est un conte fantastique sur le temps qui passe, qui repose sur l’étrange relation entre un vieil homme malade de 80 ans et une jeune et belle femme qui joue son infirmière à domicile,.
En 2004, il réalise le bonus documentaire du DVD sur Les Triplettes de Belleville qui met en exergue la partie inaugurale réalisée en Belgique par Benoît Feroumont.

### Vie privée
Il est marié avec enfants et il vit à Bruxelles,, .

## Œuvre

### Publications

#### Traduction
- Arthur C. Clarke, Charles Tatum et Piers Bizony (trad. Olivier Guéret), 2001, le futur selon Kubrick, Paris, Cahiers du cinéma, 3 novembre 2000, 167 p. (ISBN 9782866422721 et 2910027732, présentation en ligne)

### Bandes dessinées

#### Norbert l'imaginaire
- 1. Imaginaire: 1/Raison: 0[22],[23], Le Lombard, coll. « Troisième Degré », Bruxelles, juin 2001
Scénario : Olivier Guéret - Dessin et couleurs : Nicolas Vadot -  (ISBN 2-8036-1658-0),sélection Alph-Art du meilleur premier album au Festival d'Angoulême 2002[10].
- 2. Monsieur “I”[14],[24],[25], Le Lombard, coll. « Troisième Degré », Bruxelles, septembre 2002
Scénario : Olivier Guéret - Dessin et couleurs : Nicolas Vadot -  (ISBN 2-8036-1765-X)
- 3. La Dame de trèfle[26],[15], Le Lombard, coll. « Troisième Degré », Bruxelles, janvier 2004
Scénario : Olivier Guéret - Dessin et couleurs : Nicolas Vadot -  (ISBN 2-8036-1860-5)
- Int. Norbert l'imaginaire[27], Le Lombard, coll. « Troisième Degré », Bruxelles, 25 octobre 2012
Scénario : Olivier Guéret, Nicolas Vadot - Dessin et couleurs : Nicolas Vadot -  (ISBN 978-2-8036-3042-4),édition augmentée.

#### One shots
- 80 Jours[17],[16],[18],[28], Casterman, coll. « Un monde », Bruxelles, 12 mai 2006
Scénario : Olivier Guéret, Nicolas Vadot - Dessin et couleurs : Nicolas Vadot -  (ISBN 2-203-39154-5)

## Prix et distinctions
- 2001 :  prix Coup de Soleil décerné par la presse[9],[11],[14] au cours du Festival de la bande dessinée d'Antibes Juan-les-Pins partagé avec Nicolas Vadot pour Imaginaire :1/Raison :0 ;
- 2002 :  prix de la Découverte décerné par le Festival international de la bande dessinée de Sierre[12],[11],[14] partagé avec Nicolas Vadot pour Imaginaire :1/Raison :0.

#### Livres
- Jacques Fiérain, « Guéret, Olivier », dans La BD à Bruxelles et en Brabant, Charleroi, Éd. l'Âge d'or, avril 2003, 144 p., ill. ; 31 cm (ISBN 9782960119664 et 2960119665, OCLC 470388171, présentation en ligne), p. 68
- Philippe Mellot, Michel Denni, Laurent Turpin et Isabelle Morzadec, Trésors de la bande dessinée : BDM 2023-2024 - Catalogue encyclopédique et Argus, Paris, Les Arènes, novembre 2022, 23e éd., 1677 p., ill. ; 23 cm (ISBN 9791037507280, OCLC 1351462460, présentation en ligne), p. 900, 1039. .

#### Interviews
- Nicolas Vadot et Olivier Guéret (interviewés par GdSeb), « Interview Nicolas Vadot et Olivier Guéret », sur sceneario.com, 19 janvier 2004 (consulté le 23 juin 2024).